# Michael Dybowski

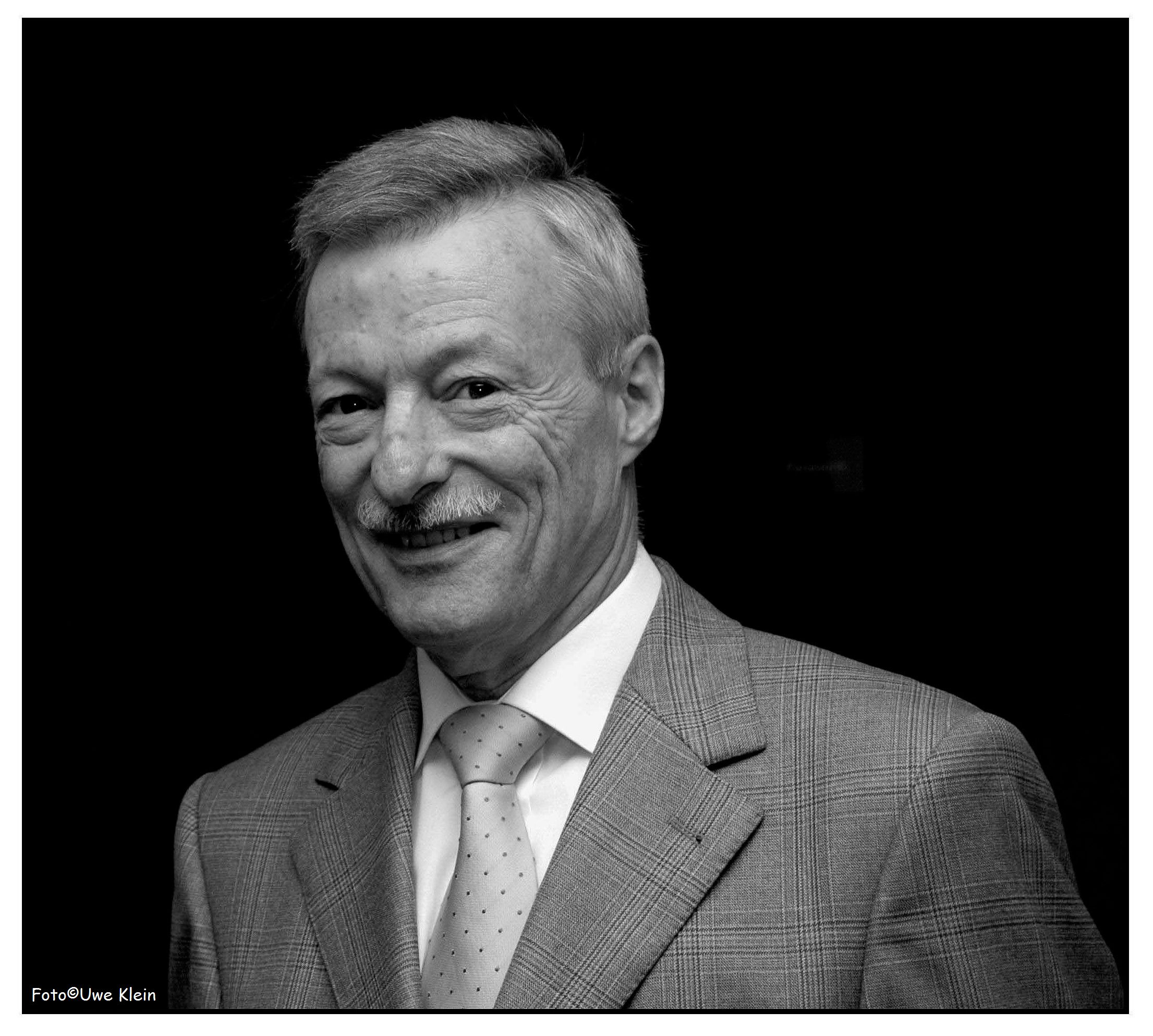
Michael Dybowski, 2021

Michael Dybowski (* 16. März 1941 Berlin) ist ein ehemaliger Polizeipräsident in Essen (1988–2000) und Düsseldorf (2001–2006).

## Leben
Dybowski wurde in Berlin geboren und studierte nach dem Abitur auf dem Canisius-Kolleg Berlin Rechtswissenschaften in Berlin und München. Nach dem Staatsexamen trat er in den Dienst des Landes Nordrhein-Westfalen beim Regierungspräsidenten Düsseldorf ein. 1981 wurde er Leiter der Verwaltung und stellvertretender Polizeipräsident in Düsseldorf, fünf Jahre später stellvertretender Leiter des Landesamtes für Besoldung und Versorgung NRW. 1988 ernannte ihn die Landesregierung zum Polizeipräsident von Essen und 2000 zum Polizeipräsidenten von Düsseldorf.
Dybowski ist im Vorstand der Stiftung „Franz Sales Haus“ in Essen und Vorsitzender des Vereins „Geschichte am Jürgensplatz e.V. – Verein zur Aufarbeitung der Düsseldorfer Polizeigeschichte“.